# Tsubasa Terayama
Tsubasa Terayama (japanisch 寺山 翼 Terayama Tsubasa; * 10. April 2000 in der Präfektur Saitama) ist ein japanischer Fußballspieler.

## Karriere
Terayama erlernte das Fußballspielen in der Jugendmannschaft vom FC Tokyo. Die U23-Mannschaft des Vereins spielte in der dritten Liga, der J3 League. Als Jugendspieler kam er 14-mal in der dritten Liga zum Einsatz. Zum 1. April 2019 wechselte er auf die Juntendo-Universität. Vom 29. September 2021 bis Saisonende 2022 wurde er an seinen Jugendverein FC Tokyo ausgeliehen. Sein Erstligadebüt gab Tsubasa Terayama am 4. Dezember 2021 (38. Spieltag) im Heimspiel gegen Avispa Fukuoka. Hier wurde er in der 87. Minute für den Brasilianer Adaílton eingewechselt. Das Spiel endete 0:0. Nach der Saison kehrte er zur Universität zurück. Die Saison 2022 wurde er ein weiteres Mal an den FC Tokyo ausgeliehen. Hier kam er jedoch nicht zum Einsatz. Nach Ende der Ausleihe wurde er am 1. Februar 2023 von dem Erstligisten fest unter Vertrag genommen. Im August 2024 wechselte er auf Leihbasis zum ebenfalls in der ersten Liga spielenden Sagan Tosu. Für den Verein aus Tosu bestritt er sieben Ligaspiele. Nach der Ausleihe kehrte er Anfang 2025 zum FC Tokyo zurück.